# 跳躍生命線
《跳躍生命線》（英語：Life on the Line），香港電視廣播有限公司拍攝製作的時裝拯救醫務電視劇；由馬德鐘、何廣沛、劉佩玥、陳瀅及張曦雯領銜主演，並由羅天宇、李佳芯、李成昌、韋家雄、張文慈、羅蘭、謝雪心、張彥博及郭子豪聯合演出，編審冼翠貞，監製方駿釗。故事主要圍繞救護人員的生涯，以及出動時救傷扶危、爭分奪秒的情況，是香港首部以救護員為題材重心的電視連續劇。拍攝過程獲得香港消防處全力支持協助，劇組可租用真實的消防處救護車、快速應變急救車、急救醫療電單車及救護器材及設備進行拍攝，並在消防及救護學院及長沙灣救護站實地取景拍攝。
此劇為2018無綫節目巡禮13部劇集之一及2018年香港國際影視展17部推介劇集之一，亦為無線電視51周年3部台慶劇之一，並與優酷同步播放。
此劇於《萬千星輝頒獎典禮2018》中獲得「最佳劇集」殊榮，而馬德鐘亦憑「麥在田」一角獲得「最佳男主角」，何廣沛憑「卓家傑」一角獲得「飛躍進步男藝員」。此劇的插曲《但願人長久》獲得「最受歡迎電視歌曲」。

## 故事大綱
經驗豐富的現役救護總隊目麥在田（馬德鐘飾）原本擁有幸福而完整的家庭，但因為司機醉駕，撞倒在田的太太章蕙芯（李佳芯飾）後不顧而去，令蕙芯失救致死。自此，他痛恨不守規矩、胡亂行動、任意妄為的一切人和事。公事上，在田鐵面無私，私底下，面對一屋三個女人，姊姊麥愛花（張文慈飾）、小姨章可祈（劉佩玥飾）和十歲女兒麥諾兒（陳偲穎飾），鐵面即添上柔情。因為嚐過失去的滋味，所以特別珍惜得來不易的團聚。
卓家傑（何廣沛飾）自小父母離異，與爸爸卓裘（李成昌飾）生活。卓裘好賭，負債累累更禍及家傑，令他背後留下被火燒的傷疤。卓裘痛定思痛，還清債務，無債一身輕的家傑即投考救護員，受訓期間幾經波折歷練，終於合格畢業。
家傑來到長沙灣救護站，成為在田下屬。一個進取、一個嚴謹，工作上每次發生衝突不和。在田努力調教家傑，將他的衝動轉為衝勁，融合團隊，發揮團體精神。另外，在田亦要應付新調任的見習救護主任譚家俊（羅天宇飾）。家俊追求完美，事事做到101分的標準，令局中隊員壓力大增。在田作為中間橋樑，勞心勞力。家傑對家俊有莫名好感，原來家俊是家傑離散多年的胞弟，二人因誤會而疏遠，命運安排下同駐一局。透過多次任務，歷盡生死關頭，一個負責前線、一個擔當指揮，二人關係得以修復。
劇集透過不同救護案件令觀眾了解救護員的使命，不單只拯救傷病者，更幫助他們的家人。救護員一句安慰的說話，或是無聲陪伴，往往能減輕市民面對受傷的恐慌、死亡的孤寂。

## 播出時間
| 频道                | 所在地               | 播映日期                        | 播出時間                                        |
| ------------------- | -------------------- | ------------------------------- | ----------------------------------------------- |
| 優酷視頻            | 中国大陆             | 2018年10月8日 - 2018年11月9日   | VIP 星期一至五 20:30 更新一集                   |
| 翡翠台              | 香港 / 澳門          | 2018年10月8日 - 2018年11月9日   | 星期一至五 20:30－21:30                         |
| Astro AOD           | 马来西亚             | 2018年10月8日 - 2018年11月9日   | 星期一至五 20:30－21:30                         |
| HUB戲劇首選         | 新加坡               | 2018年10月8日 - 2018年11月9日   | 星期一至五 20:30－21:30                         |
| 無綫翡翠台          |                      | 2018年10月9日 - 2018年11月10日  | 星期二至六 20:30－21:30                         |
| 泰國第3電視台（33） | 泰國                 | 2020年11月17日 - 2020年12月18日 | 星期一至五 15:40－16:20 星期六至日 14:45－16:20 |
| TVB星河频道         | TVB Anywhere服務地區 | 2021年3月20日 - 2021年6月12日   | 星期六至日 18:30－19:30                         |
| 大灣區衛視          | 中国大陆             | 2023年9月11日 - 2023年9月27日   | 星期一至五 21:55－24:00                         |
| 八度空间            | 马来西亚             | 2024年4月14日 - 2024年7月7日    | 每逢周末 19:00－20:00                           |

## 演員表

### 長沙灣救護站
| 演員           | 角色     | 暱稱／關係 |
| 歐瑞偉         | 王 海    | 王Sir、阿海 高級救護主任 於10年前為救護總隊目 麥在田、刑峰之上司兼好友 譚家俊、陳勇之上司 蔣世聰之前下屬及好友 與麥愛花有感情線，後為其男友 參見消防及救護學院 |
| 林景程         | 陳 勇    | 陳Sir 救護主任 王海之下屬 麥在田、譚家俊、刑峰之上司 於第6集起前往進修 於第16集完成進修及復職 |
| 鄭佑男（童年） | 譚家俊   | 阿俊、Dave、譚Sir、俊仔 原名卓家俊 見習救護主任 前薄扶林救護站救護主任 王海之下屬 麥在田、刑峰之上司 卓家傑之親弟兼上司，關係疏離，後和好 於第6集調到長沙灣救護站暫代前往進修的陳勇 於第10集為救卓家傑被刀刺傷，後於第11集康復並正式復職 於第16集起負責駕駛RRV（快速應變急救車） 參見卓家 |
| 羅天宇         | 譚家俊   | 阿俊、Dave、譚Sir、俊仔 原名卓家俊 見習救護主任 前薄扶林救護站救護主任 王海之下屬 麥在田、刑峰之上司 卓家傑之親弟兼上司，關係疏離，後和好 於第6集調到長沙灣救護站暫代前往進修的陳勇 於第10集為救卓家傑被刀刺傷，後於第11集康復並正式復職 於第16集起負責駕駛RRV（快速應變急救車） 參見卓家 |
| 馬德鐘         | 麥在田   | 麥Sir、在哥、阿在 外號：長沙灣在哥 救護總隊目 於10年前為西灣河救護站救護隊目 王海之下屬兼好友 陳勇之下屬 譚家俊之下屬 刑峰之同期救護同學兼好友 章可祈、高行仁、常朗天、卓家傑之上司，與卓家傑不和，後和好 蔣世聰之前下屬及好友 於18年前在醫院安慰年幼的譚家俊和卓家傑及將受傷的卓裘送院 於第10集被投訴行為失當致病人失救 於第11集暫代長沙灣救護主任，並被消防局調查被投訴的原因 於第15集經署方調查後證實並無失職 於第21至24集多次被不滿調查結果和在短時間內兩歷喪子，喪妻之痛的何詠倫騷擾及買兇襲擊 參見麥家 |
| 鄭子誠         | 邢 峰    | 邢Sir、阿峰 救護總隊目 麥在田之同事兼好友 王海之好友兼下屬 針對卓家傑 於第25集調到長沙灣救護站 參見消防及救護學院 |
| 劉佩玥         | 章可祈   | Tanya、祈祈、阿祈、祈姐 救護隊目 麥在田之下屬 電單車救護員 於第9集調到長沙灣救護站 參見麥家 |
| 韋家雄         | 高行仁   | 高人、仁哥、阿仁 救護隊目 於10年前為西灣河救護站救護員 麥在田之下屬 麥愛花之朋友及其好感對象 游子嵐之好友 金大基之朋友及前手下 年輕時曾為江湖中人，後因害怕仇殺而退出 擁有電工牌照 |
| 李霖恩         | 常朗天   | 天王、天哥 救護隊目 麥在田之下屬 葉媛之前夫，於3年前離婚 對譚家俊有偏見，後在多次合作及溝通後對其改觀 |
| 葉家泓         | 簡忠誠   | 黑仔 救護隊目 麥在田之下屬 |
| 崔建邦         | 羅應佳   | 阿B 救護員 麥在田之下屬 高仲歡之子 於第22集被高仲歡刺傷入院 於第24集康復後復職 |
| 陳偉洪         | 余國榮   | 大隻、細榮 救護員 麥在田之下屬 父親為吸毒人士 |
| 李日昇         | 張啟冠   | 差利 救護員 麥在田之下屬 |
| 范仲恒         | 馬正賢   | 泰仔 救護員 麥在田之下屬 |
| 周志康         | 譚大山   | 乾爺 救護員 麥在田之下屬 |
| 王致狄         | 李同祖   | 救護員 麥在田之下屬 |
| 董敬文         | 陳 權    | 救護員 麥在田之下屬 |
| 何廣沛         | 卓家傑   | 傑仔 救護員 麥在田之下屬，與其不和，後和好 呂劍雄、陸昊然之好友 譚家俊之親兄兼下屬，關係疏離，後和好 於第8集被派往長沙灣救護站 於第15集與譚家俊相認 於第16集考得救護車駕駛執照 參見卓家／消防及救護學院 |
| 張彥博         | 呂劍雄   | 雄姐 救護員 卓家傑、陸昊然之好友 暗戀況晴，與其有感情線 為人性格隨和，細心，樂於照顧他人 出生後不久父親去世，因此由母親及五個胞姊照顧長大 於第8集被派往長沙灣救護站 於第20集考得救護車駕駛執照不久，結果最後救護期間遇上唐樓倒塌而失足從高處墮下地面重傷昏迷不治殉職 於第21集舉辦喪禮及安葬浩園 參見消防及救護學院 |
| 郭子豪         | 陸昊然   | 六號 救護員 卓家傑、呂劍雄之好友 前何文田救護站救護員 出身於醫生世家 陸正順（已故）之子 前醫科學生，在大學三年級時中途停學，停學後獨自搬到外面自己居住，搬走後不久父親便突然離世 因父親在離世前要求自己當一年救護員，才可領取遺產而當救護員 於第16集被調到長沙灣救護站 於第19集交代已遞交辭職信，並因此而與卓家傑爭執 於第24集取得父親的遺產及生前拍下的影片後打算重修醫科 於第25集被卓家傑交代在美國重修醫科 參見消防及救護學院                                                                             |
| 李偉健         | 李潤男   | Terry 救護員 於第25集畢業後調到長沙灣救護站 |
| 朱咪咪         | 羅高仲歡 | 歡姐 救護站飯堂負責人 羅應佳之母 丈夫於多年前過世 患有認知障礙症 於第2集登場 於第19集交代因工作期間手部受傷而請假休養，第22集交代已辭職 於第22集誤會羅應佳是賊人並用刀將其刺傷 於第24集被羅應佳交代已入住療養院 |

### 消防及救護學院
| 演員   | 角色   | 暱稱／關係 |
| 歐瑞偉 | 王 海  | 王Sir 高級救護主任 救護學院面試官 於第21集出席呂劍雄之喪禮 參見長沙灣救護站 |
| 冼灝英 | 方志釗 | 方Sir 救護主任 救護學院教官 刑峰之上司 於第21集出席呂劍雄之喪禮 |
| 鄭子誠 | 邢 峰  | 邢Sir、黑摩利、阿峰 於10年前為西灣河救護站救護總隊目，後為救護學院教官助教 麥在田之前上司兼好友 王海之好友 方志釗之下屬 針對卓家傑 於第21集出席呂劍雄的喪禮，並鼓勵卓家傑及眾學員重新振作 於第25集調到長沙灣救護站 參見長沙灣救護站                                              |
| 何廣沛 | 卓家傑 | 傑仔 救護學員，後成為救護員 A283班學員 呂劍雄、陸昊然之好友 於第21集和其他學員參加呂劍雄的喪禮 參見卓家／長沙灣救護站 |
| 張彥博 | 呂劍雄 | 雄姐、阿弟 救護學員，後成為救護員 A283班學員 參見長沙灣救護站 |
| 郭子豪 | 陸昊然 | Edwin、六號 救護學員，後成為救護員 A283班學員 卓家傑之同房室友 起初獨來獨往，與眾學員關係疏離，後來與眾人關係好轉並成為朋友 於第21集和其他學員參加呂劍雄的喪禮 參見長沙灣救護站 於第8集調派何文田救護站                                                                          |
| 黃毅進 | 翁兆榮 | 救護學員，後成為救護員 A283班學員 卓家傑之同房室友 前健身教練 於第21集和其他學員參加呂劍雄的喪禮 於第8集交待調派到白田救護站 |
| 譚坤倫 | 廖振威 | 救護學員，後成為救護員 A283班學員 卓家傑之同房室友 前地產經紀 於第21集和其他學員參加呂劍雄的喪禮 於第8集交待調派到白田救護站 |
| 黃得生 | 黃廸新 | 救護學員，後成為救護員 A283班學員 卓家傑之同房室友 於第21集和其他學員參加呂劍雄的喪禮 於第8集交待調派何文田救護站 |
| 關梓陽 | 保 志  | 救護學員，後成為救護員 A283班學員 卓家傑之同房室友 父親為消防教官 於第21集和其他學員參加呂劍雄的喪禮 於第8集交待調派到與其父同一救護站 |
| 朱樂洺 | 呂敬文 | Kelvin 救護學員／雜貨店少東 前醫院急症室護士及診所護士 A283班學員 卓家傑之同房室友 對藥物類具有研究 於第4集在打亂鐘時，在趕往地下集合期間於梯間跌倒而受傷送院 於第5集向卓家傑交代自己經治療後並無大礙，但因仍需休養令救護員訓練需延遲一年進行 於第21集和其他學員參加呂劍雄的喪禮 |
| 余應彤 | 林偉勁 | 救護學員，後成為救護員 A283班學員 於第21集和其他學員參加呂劍雄的喪禮 |
| 陳俊堅 | 謝光亮 | 救護學員，後成為救護員 A283班學員 於第21集和其他學員參加呂劍雄的喪禮 |
| 曾海昌 | 王子樂 | 救護學員，後成為救護員 A283班學員 於第21集和其他學員參加呂劍雄的喪禮 |
| 吳展驊 | 韓志浩 | 救護學員，後成為救護員 A283班學員 於第21集和其他學員參加呂劍雄的喪禮 |
| 陳家良 | 伍文榮 | 救護學員，後成為救護員 A283班學員 於第21集和其他學員參加呂劍雄的喪禮 |
| 馮子森 | 陳 平  | 救護學員，後成為救護員 A283班學員 於第21集和其他學員參加呂劍雄的喪禮 |
| 李嘉晉 | 曹政基 | 救護學員，後成為救護員 A283班學員 於第21集和其他學員參加呂劍雄的喪禮 |
| 丘梓謙 | 鄭柏喬 | 救護學員，後成為救護員 A283班學員 於第21集和其他學員參加呂劍雄的喪禮 |
| 林宥喬 | 何浩雲 | 救護學員，後成為救護員 A283班學員 於第21集和其他學員參加呂劍雄的喪禮 |
| 盧偉文 | 姚志舜 | 救護學員，後成為救護員 A283班學員 於第21集和其他學員參加呂劍雄的喪禮 |
| 姚宏遠 | 余浩文 | 救護學員，後成為救護員 A283班學員 於第21集和其他學員參加呂劍雄的喪禮 |
| 伍禮騫 | 馮進新 | 救護學員，後成為救護員 A283班學員 於第21集和其他學員參加呂劍雄的喪禮 |
| 施駿喆 |        | 救護學員，後成為救護員 A283班學員 於第21集和其他學員參加呂劍雄的喪禮 |

### 麥家
| 演員   | 角色   | 暱稱／關係 |
| 張文慈 | 麥愛花 | Diana、靚姑媽（麥諾兒專稱） KOL網絡紅人 45歲 麥在田之姊 麥諾兒之姑媽 章蕙芯之姑奶 高行仁之朋友，並對其有好感，後放棄 與王海有感情線，後為其女友 文暉父親（Jason）之生死之交 文暉之好友 James之拍檔 年輕時曾經離婚，在離婚後一直與麥家居住 於第7集收留文暉在麥家居住 |
| 馬德鐘 | 麥在田 | 在哥、阿在 43歲 麥愛花之弟 章可祈之姐夫 章蕙芯之夫 麥諾兒之父 早年喪妻 與文暉互為知己，後為其男友 一直難以釋懷自己無法得知章蕙芯生前欲向自己說最後一段說話的內容 於第1集在卓在傑駕駛的小巴上遺失了章蕙芯的骨灰鑽石 於第21集起因工作關係間接令家人受何詠倫騷擾 於第25集由魯永健將章蕙芯的鑽石交給文暉，最終交回其手中 參見長沙灣救護站                                                                                       |
| 李佳芯 | 章蕙芯 | 阿芯 去世時30歲 麥在田之亡妻 麥愛花之亡弟婦 章可祈之亡姊 麥諾兒之亡母 於第1集（2007年）被醉駕的林茂祥撞死 僅在麥在田的夢境及回憶中出現 於萬千星輝賀台慶得知死前最後一句話是想問當時麥在田是否能看到月亮 |
| 劉佩玥 | 章可祈 | Tanya、祈祈、祈姐、阿祈 28歲 麥在田之姨仔 章蕙芯之妹 麥諾兒之阿姨 文暉，向滿月之好友 康之青梅竹馬女友，後發現對方有外遇，並不能接受對方要求藍欣墮胎，於第10集與對方分手 卓家傑之好感對象，後為其女友 藍欣之情敵 於第23集被何詠倫僱用之黑社會襲擊，後康復 參見長沙灣救護站 |
| 陳偲穎 | 麥諾兒 | 諾兒 10歲 麥在田、章蕙芯之女 麥愛花之姪女 章可祈之姨甥女 幼年喪母 於第12集為逃避被同學追問麥在田被投訴的事情而企圖裝病請假 於第22集在泳池遇溺，後被程瑋急救後無恙 |
| 張曦雯 | 文 暉  | 暉仔、Mandy、阿Man 25歲 麥家住客 車房技工／舞蹈室之跳舞導師 Jason之女 章可祈、向滿月、麥愛花之好友 暗戀麥在田，後為其女友 李志堅之世侄女 於多年前與男友攀爬雪山時發生意外，而患上雪盲症令眼睛受傷，雖然已康復，但因為天生視視網膜薄弱，隨時會失明 於第3集登場 於第7集起寄住於麥家 於第24集為救衝出馬路的男孩被車撞倒 於第25集送院前期呼吸及心跳停頓，曾一度被誤以為已死亡，但最後因拉撒路綜合症而恢復心跳，經治療後逐漸康復 |

### 卓家
| 演員            | 角色   | 暱稱／關係 |
| 李成昌          | 卓 裘  | 裘叔、裘哥 湛小蝶之前夫，並被其憎恨，最後漸漸和好 卓家傑之父 譚家俊之父，並與其關係疏離，後漸漸和好 標叔之伙計兼好友 李英愛、向滿月之鄰居及朋友（第6集起） 游子嵐之合伙人 前茶餐廳員工，後為小食店老闆 於第2集因獲標叔發放豐厚遣散費後還清所有債項 於第7集起與游子嵐合租店鋪，共同經營「士碌架」小食店 名字諧音桌球 |
| 謝雪心          | 湛小蝶 | 譚太、小蝶、死婆(卓裘以前專稱) 卓裘之前妻，與其關係惡劣，最後漸漸和好 卓家傑、譚家俊之母 與卓裘離婚後負責照顧譚家俊 李英愛之舊鄰居兼好友 Ray之妻 多年前改嫁，並到外國生活，於第10集回港處理生意，而丈夫及繼子則在外國居住 雖分開多年，但仍非常愛錫及關心卓家傑 於第2集出現，於第10集正式登場 |
| 謝 進 （童年）  | 卓家傑 | 傑仔、阿傑 卓裘、湛小蝶之長子 譚家俊之親兄兼下屬，因父母離婚而分開生活了18年，並因多年前的的一個誤會而關係疏遠，亦因此被其拒認，後和好 對章可祈有好感，後為其男友 李英愛、向滿月之鄰居及朋友（第6集起） 於第10集因重遇湛小蝶而得悉譚家俊是卓家俊，但被其拒認 於第15集與譚家俊共同被困於火場，後解開了多年來的心結，最後獲救 參見長沙灣救護站／消防及救護學院                                                                   |
| 何廣沛          | 卓家傑 | 傑仔、阿傑 卓裘、湛小蝶之長子 譚家俊之親兄兼下屬，因父母離婚而分開生活了18年，並因多年前的的一個誤會而關係疏遠，亦因此被其拒認，後和好 對章可祈有好感，後為其男友 李英愛、向滿月之鄰居及朋友（第6集起） 於第10集因重遇湛小蝶而得悉譚家俊是卓家俊，但被其拒認 於第15集與譚家俊共同被困於火場，後解開了多年來的心結，最後獲救 參見長沙灣救護站／消防及救護學院                                                                   |
| 鄭佑南 （童年） | 譚家俊 | 俊仔、阿俊、Dave、肥仔（向滿月專用） 原名卓家俊 卓裘之幼子，並與其關係疏離，後漸漸和好 湛小蝶之幼子 卓家傑之親弟，因父母離婚而分開生活了18年，並因多年前的一個誤會而關係疏遠兼拒認其，後和好 向滿月之青梅竹馬，後為其男友，最後為其夫 李英愛之舊鄰居 在湛小蝶改嫁後跟隨他們到外國生活，後獨自返港並擔任救護員 於第15集與卓家傑共同被困於火場，期間解開了多年來的心結，最後獲救 於結尾的照片中交代和向滿月結婚 參見長沙灣救護站 |
| 羅天宇          | 譚家俊 | 俊仔、阿俊、Dave、肥仔（向滿月專用） 原名卓家俊 卓裘之幼子，並與其關係疏離，後漸漸和好 湛小蝶之幼子 卓家傑之親弟，因父母離婚而分開生活了18年，並因多年前的一個誤會而關係疏遠兼拒認其，後和好 向滿月之青梅竹馬，後為其男友，最後為其夫 李英愛之舊鄰居 在湛小蝶改嫁後跟隨他們到外國生活，後獨自返港並擔任救護員 於第15集與卓家傑共同被困於火場，期間解開了多年來的心結，最後獲救 於結尾的照片中交代和向滿月結婚 參見長沙灣救護站 |

### 向家
| 演員            | 角色   | 暱稱／關係 |
| 羅 蘭           | 李英愛 | 愛姐 向滿月之祖母 湛小蝶之前鄰居兼好友 卓裘、卓家傑之鄰居及朋友 十多年前幫助湛小蝶照顧年幼的譚家俊 患有高血壓 於第14集被譚家俊發現患有中期肺癌後，並要求對方幫助隱瞞向滿月，後於第19集被向滿月意外發現其患病 因兒子在駕駛電單車失事而去世，所以反對向滿月駕駛電單車 於第5集登場 於第20集發現肺癌已去到末期 |
| 趙嘉雯 （童年） | 向滿月 | Luna、滿月 急症室護士 文暉、章可祈之好友 李英愛之孫女 譚家俊青梅竹馬之好友，後為其女友，最後為其妻 卓裘及卓家傑之鄰居及朋友（第6集起） 發現阿康對章可祈不忠 因少年時於雪山游玩而無法見父親最後一面，因此害怕與李英愛有同樣遭遇而不喜爱旅行 於第3集登場 於第17集被李英愛發現一直隱瞞自己駕駛電單車 於第19集意外發現李英愛患有肺癌，並得知譚家俊替其隱瞞病情而與譚家俊吵架 於結尾的照片中交代和譚家俊結婚 參見急症室醫護人員 |
| 陳 瀅           | 向滿月 | Luna、滿月 急症室護士 文暉、章可祈之好友 李英愛之孫女 譚家俊青梅竹馬之好友，後為其女友，最後為其妻 卓裘及卓家傑之鄰居及朋友（第6集起） 發現阿康對章可祈不忠 因少年時於雪山游玩而無法見父親最後一面，因此害怕與李英愛有同樣遭遇而不喜爱旅行 於第3集登場 於第17集被李英愛發現一直隱瞞自己駕駛電單車 於第19集意外發現李英愛患有肺癌，並得知譚家俊替其隱瞞病情而與譚家俊吵架 於結尾的照片中交代和譚家俊結婚 參見急症室醫護人員 |

### 急症室醫護人員
| 演員   | 角色   | 暱稱／關係 |
| 陳 瀅  | 向滿月 | Luna、滿月 急症室護士 於第3集登場 於第5集因要當值而無法在颱風下陪伴嫲嫲 於第9集發現阿康對章可祈不忠 於第10集因得知阿康對章可祈不忠而掌摑對方 參見向家                                                                                             |
| 翟威廉 | 康     | Angus 急症室醫生 曾任無國界醫生 章可祈之青梅竹馬的男友，後為其未婚夫，對其用情不專（實質對其深情專一），於第10集分手 藍欣之性伴侶，在得知其懷孕後迫其墮胎，並與其分手，後和好 被向滿月懷疑對章可祈不忠 於第23集交代與藍欣已經結婚，並決定移民德國 |
| 李 豪  |        | 急症室醫生 |
| 關浩揚 |        | 急症室醫生 |
| 彭紀諺 |        | 急症室醫生 |
| 吳珮如 | 何靜宜 | 急症室護士 |
| 張詩欣 | 黃淑賢 | 急症室護士 |
| 黃梓瑋 |        | 急症室護士 |
| 吳綺珊 |        | 急症室護士 |
| 陳華鑫 |        | 急症室護士 |

### 其他演員
| 演員                   | 角色   | 暱稱／關係 |
| 楊卓娜                 | 子嵐   | 阿嵐、嵐姐 「士碌架」小食店老闆娘 阿汐之妻 何鳳蓮之媳婦，遭其針對及欺壓，後逐漸和好 卓裘之合伙人及好友（第7集起） 高行仁之好友 馬來西亞華僑，多年前跟著阿汐移民到香港 於第5集得知阿汐在工作時遇上意外死亡 |
| 曾偉權                 | 何詠倫 | 何志銘之父 華之夫 於第10集投訴麥在田失職令何志銘失救致死 於第11集交代將何志銘死亡的資料交給傳媒，並在報導中指控麥在田失職間接害死其，導致麥在田及同一救護站的救護員被記者搔擾 於第13集經常打虛報求助電話騷擾麥在田及其他救護員 於第15集交代投訴經署方調查後證實投訴不成立 於第21集起因華的遺言而找黑幫買兇襲擊麥在田，並多次騷擾及傷害其全家 於第23集潛入麥家 於第24集假裝捉走麥愛花及麥諾兒，後與麥在田講出自己心中感受及道歉後使用剪刀割穿大腿的大動脈自殺 |
| 羅樂林                 | 蔣世聰 | 聰叔 「木的地」工作室之老闆 前救護總隊目 王海及麥在田之前上司兼好友 況晴之老闆 於第9集登場 於第21集參加呂劍雄的喪禮 |
| 李靖筠                 | 況 晴  | River 「木的地」工作室之員工 蔣世聰之伙記 呂劍雄之暗戀對象，與其有感情線 於第21集參加呂劍雄的喪禮 |
| 蘇恩磁                 | 何鳳蓮 | 阿汐之母 游子嵐之家婆，對其不滿兼針對其，並認定其剋死兒子，後逐漸和好 患有高血壓 於第5集得悉阿汐遇險後激動過度而暈倒送院，後甦醒 於第24集决定往護老院居住 |
| 張本立                 | 李志堅 | 堅叔 車房老闆 文暉之老闆兼世叔 |
| 區靄玲                 | 堅 嫂  | 李志堅之妻 車房老闆娘 |
| 張國強                 | 魯永健 | 魯賓遜 認知障礙症患者 流浪漢 攝影愛好者 卓裘及卓家傑之街坊 妻子多年前已經離世 「士碌架」小食店常客 於第25集在街上暈倒送院，甦醒後將章蕙芯的骨灰鑽石交給文暉 於結尾恢復所有記憶，並向眾到場的救護員訴說自己的經歷及展示一直以來所拍攝的相片 |
| 崔錦棠                 |        | 高級消防隊長／消防指揮官 |
| 魏惠文                 | 林茂祥 | 娟之夫 患有末期癌症 十年前醉駕撞死章蕙芯並不顧而去的司機 於第5集因吸入過量嗎啡而中毒昏迷，急救後恢復意識，送院途中在救護車上為撞死章蕙芯一事而向麥在田道歉 於第25集交代已去世，並捐出眼角膜 |
| 溫裕紅                 | 娟     | 林茂祥之妻 曾多次求麥在田去見林茂祥，但遭其拒絕 |
| 潘梓鋒                 |        | 傷者 於第1集遇上石油氣的士爆炸事故而被濃煙灼傷喉嚨，須送院治療 |
| 煒 烈                  | 標 叔  | 茶餐廳老闆 卓裘之前老闆兼好友，多次相約卓裘吃飯及一同去旅行 於第2集在茶餐廳賣盤後發放豐厚遣散費給卓裘 |
| 畢艾美 (Butt Asma Ali) |        | 南亞裔傷者（第2集） |
| 宋 雯                  |        | 職員 |
| 麥皓兒                 | 陳 太  | 於第3集因過度擔心丈夫而引起情緒問題，企圖自殺 |
| 盧峻峯                 | 陳 生  | 於第3集從東莞趕回香港，與妻兒團聚 |
| 鄭耀軒                 |        | 陳氏夫婦兒子（第3集） |
| 許家傑                 |        | 向滿月之前男友 |
| 麥凱程                 |        | 紋身師傅 |
| 林淑敏                 | 雄大姐 | 呂劍雄之大姊 於第7集出席呂劍雄的救護員畢業典禮 於第21集參加呂劍雄的喪禮 |
| 李漫芬                 | 雄二姐 | 呂劍雄之二姊 於第7集出席呂劍雄的救護員畢業典禮 於第21集參加呂劍雄的喪禮 |
| 沈可欣                 | 雄三姐 | 呂劍雄之三姊 於第7集出席呂劍雄的救護員畢業典禮 於第21集參加呂劍雄的喪禮 |
| 黃穎君                 | 雄四姐 | 呂劍雄之四姊 於第7集出席呂劍雄的救護員畢業典禮 於第21集參加呂劍雄的喪禮 |
| 徐玟晴                 | 雄五姐 | 呂劍雄之五姊 於第7集出席呂劍雄的救護員畢業典禮 於第21集參加呂劍雄的喪禮 |
| 周嘉洛                 |        | 球友 朋友在打波期間突然暈倒（第4集） |
| 鄭衍峰                 |        | 球友 朋友在打波期間突然暈倒（第4集） |
| 吳佩隆                 |        | 青少年 與球友打籃球期間突然昏迷之傷者，後被章可祈急救後恢復知覺（第4集） |
| 林希靈                 |        | 天氣新聞報道員（第5集） |
| 招浩明                 |        | 青年（第5集） |
| 繆家慶                 |        | 青年（第5集） |
| 葉蒨文                 |        | 青年（第5集） |
| 吳偉豪                 |        | 八號風球下觀浪年輕人 因拍觀浪片而墮海，導致腳部骨折（第5集） |
| 楊嘉欣                 | 阿 雪  | 八號風球下觀浪年輕人 在陪伴男友觀浪時墮海，導致手部受傷 Jack之妹（第5、18集） |
| 曾健明                 |        | 工頭 為準時完成工程而要求工人在強颱風下繼續工作，期間遇上棚架倒塌意外而導致多名工人死亡，自己頭部亦受輕傷送院（第5集） |
| 李啟傑                 | 阿 達  | 軍事用品舖老闆 擁有槍械牌，曾贏得兩屆射擊比賽的冠軍 患有腦瘤 因病厭世，在救護員到場後吞槍自殺死亡（第6集） |
| 陳勉良                 | 阿 伯  | 獨居老人 因腸出血引起嚴重腹痛而不良於行導致失禁的老人（第7集） |
| 陳榮峻                 | 明 叔  | 明嬸之夫 患有心絞痛 因腳傷而不良於行 於第8集在明嬸昏迷後，本因受腳傷而未能與救護員一同前住醫院，後被卓家傑背上救護車而能送明嬸最後一程 於第15集心臟病發身亡，並於卓家傑的幻覺中出現，與明嬸共搭小巴 |
| 吳香倫                 | 明 嬸  | 明叔之妻 於第8集突然昏迷不醒，送院後證實死亡，於第15集於卓家傑的幻覺中出現，與明叔共搭小巴 |
| 胡 㻗                  | 司 機  | 傷者 因超速駕駛引致車禍，爬出車外時被未做好安全措施的卓家傑救出，卻令他受到麥在田訓示（第9集） |
| 謝芷倫                 | 藍 欣  | Michelle 律師 康之性伴侶兼小三，後分手，最後復合並成為其妻 於第9集被章可祈發現與康的關係 於第10集向章可祈表示已懷孕，但被康要求墮胎並被其表示最愛的仍是章可祈而提出分手 於第23集與康移民到德國生活 |
|                        | 何志銘 | 13歲 何永倫、華之子 患有氣管疾病 於第10集在泳池遇溺，經麥在田等救護員急救後情況稍微穩定，後於送院途中情況突然惡化，最後交代在送院後因搶救無效死亡 |
| 周寶霖                 | 華     | 何志銘之母 何詠倫之妻 於第10集投訴麥在田失職導致何志銘失救致死，最後於第15集經署方調查後最終敗訴 於第24集被何詠倫交代因無法接受何志銘的死因是意外而精神失常，最後一度忘記何志銘已死去找其時被車撞死，死前仍然不肯接受事實，並要何詠倫為何志銘討回 |
| 莊思明                 | 葉 媛  | Elaine、歐太 常朗天之前妻，並看不起其 城中富豪之闊太 為人貪慕虛榮 於第11集登場 於第12集被現任丈夫虐打而受傷，卻對救護員謊稱是在泳池旁跌倒受傷，後被常朗天識破 |
| 李忠希                 | 周偉賢 | 周Sir 高級救護主任 負責處理麥在田被投訴專業失德而導致何志銘死亡的投訴（第11集） |
| 鄭家生                 | 金大基 | 基哥 社團大佬 高行仁之朋友及前大佬，並視其為自己親弟 於第16集於「士碌架」小食店外被仇家斬殺，因大飛擋刀而逃過一劫，但卻令小食店內大量物品損毀 於第22集在得知何詠倫買兇殺害麥在田後通知高行仁 於第23集找到何詠倫藏身之處，但與麥在田及高行仁趕到前發現其已經離開 |
| 譚焯升                 | 大 飛  | 金大基之手下 社團中人 於第12集到明哥開設的燒臘店企圖收保護費及搗亂 於第16集為金大基擋刀而受重傷，後及時送院而保住性命 |
| 陳灼明                 | 明 哥  | 燒臘店之老闆 派飯給區內有需要的街坊 店舖被社團人士搗亂（第12集） |
| 楊家寶                 | Coco   | John之中學同學兼外遇 對花生敏感 因在婚禮開始前親吻了曾吃過花生醬的John而引起過敏反應後暈倒，後由新郎陪同到醫院檢查（第12集） |
| 袁鎮業                 | John   | 新郎 Coco之中學同學兼情人 結婚當日在Coco暈倒後向Mary坦白關係，最終決定選擇與Coco一起，並陪同其到醫院檢查（第12集） |
| 沈愛琳                 | Mary   | 新娘 在Coco暈倒後才得悉John有外遇，最後因John選擇與Coco在一起而令婚禮告吹（第12集） |
| 鄧永健                 |        | 籃球員 打波練習時腳部受傷 （第12集） |
| 歐陽楓                 | 璋     | 地盤工人 工作時意外由5樓墮地後昏迷，最後傷重不治身亡（第15集） |
| 周麗欣                 |        | 璋之妻（第15集） |
| 張翼東                 | 蚱 蜢  | 江湖中人 金大基之手下（第16集） |
| 姚浩政                 | Jack   | 麥愛花前男友 精神病患者， 以愛花的裸照，要求復合，否則將裸照公開到網上（第18集） |
| 郭田葰                 | 程 瑋  | 港生醫院的駐診醫生 在泳池急救遇溺的諾兒（第22集） 告知田自己曾接受眼角膜移植，而眼角膜正是林茂祥死後捐出， 令田得知林茂祥間接救了諾兒（第25集） |
| 霍健邦                 |        | 醫院逃犯（第25集） |

## 片尾獨白
- 此劇另一特點是部分集數由劇中角色的獨白作結尾，帶出人生道理，讓觀眾有所反思，網民大讚此舉有心思。結尾獨白的背景音樂多數為菊梓喬翻唱盧冠廷的歌曲《但願人長久》，亦是此劇的插曲。

| 集数 | 角色   | 獨白 |
| 01   | 章蕙芯 | 記得當學生的時候，老師問的每個問題，都會有答案。但到長大了，我才知道，有時候問了問題，對方不一定會給你答案。我們只好自己去尋求，憑蛛絲馬跡去猜想、去推斷去大膽假設。最後，原來答案就在眼前。但是有些事情，無論你有多聰明、有多努力，你還是無法知道答案。他永遠都不知道，我最後想問他的究竟是什麼。或許有遺憾，才是人生。 |
| 02   | 卓家傑 | 人們總說，時間就治療一切傷口，其實是錯的。有些傷口，即使時間過了再久，你也沒辦法令它復原。因為傷口並不在自己身上，而是在在乎你的人身上。每當我後背癢的時候，我就知道有人就會痛。我唯一能夠做的就是告訴他，這一件是在火舌中煉成，像花紋般特別的衣服，在艷陽下 會閃耀獨有的光芒。痛過了，長出的不單單是新皮嫩肉，還有堅強。 |
| 03   | 麥在田 | 每天我們都會遇到很多人。每個人的出現，都有著他的意義：有些會成為戀人知己、有些會成為摯友良朋。他們的出現，是為了考驗你，為了扶助你。更多時候是，為了帶出最好的你，每個相遇都足以影響一生。而在相遇與相分之間我們一起上了一課，學會了被愛，懂得去愛。 |
| 05   | 麥在田 | 香港人是善忘的，但是每一次颱風，總會有人提起溫黛。即使已經過了半個世紀，依然沒辦法忘記，那是因為那種摧毀實在太深刻了。正如這次，也會有人因為(虛構)颱風花渡(葡語音譯Fado)而記住這一晚。我們不是不想忘記，而是無法忘記。不是每一句對不起，都可以有一句原諒來結尾。 |
| 06   | 邢 峰  | 有月亮的夜晚，星星就會黯淡，要等到雲霧收起月色，星星才可以發光發亮，一切都是相對的，人總是會有一刻，你以為失去所有的同時，竟然會有前所未有的得著，甚麼事情可以捨棄，甚麼是不能放手？迷惘過後，緊隨的會是一顆澄明的心，傷痛過後，換來的會係更堅定的人生，當你以為會失去一個人，到頭來竟然會得著一整隊人，望住他們心意一致，目光堅定不移，今晚月色好靚，但是就無辦法掩蓋地上星光燦爛。                                                                 |
| 07   | 卓家傑 | 世事就是這麼奇妙。一個浪子回頭，一個嘗過死別，兩個軌跡截然不同的人，命運將他們連成一線，結為夥伴。緣淺的尚且如此，緣深的命運甚至要他登堂入室，莫名奇妙就成為家中一份子。到底眼前人會在你生命入面留下甚麼足跡？是歡欣還是傷感？是朋友還是敵人？會不會就只是簡簡單單，就如《一代宗師》所講，世間上所有的相遇，都是久別重逢。 |
| 08   | 卓家傑 | 死亡其實不可怕，因為更可怕的是別人的死亡。當你以為事事向好的方向行走時，怎會猜想到意外就在轉角？看著日出，捱過日落。我終於體會到無常就是救護員的日常，這種滋味，日後一定會再嚐。我只係希望，苦過後，會有這一點甜做結尾。 |
| 10   | 譚家俊 | 意外要來，來不及說再見。緣份要走，過去的美好變成痛苦的回憶。生活艱難，人甘願承受，苦苦掙扎。因為我們仍然對生命有期待，期待有分離就會有重逢，有壞事就必然有美好。問題只是可能要承受九十九次的壞，才會有一次的好。 |
| 12   | 麥在田 | 人總有被騙的時候，而欺騙我們最多最深的，往往是自己。許下承諾，一個意外才知道說的是謊言；否認過去，一個動作就把你出賣。以為是恨，原來還有愛。以為還愛著，到頭來連恨也是奢求。人是不是要到死亡那一刻，才知道什麼是生命中最重要的呢？一件舊物？一塊番薯？抑或只是一個簡單的笑容？ |
| 14   | 麥在田 | 休息是為了走更遠的路，這個說法有很多人都聽過，但是真正明白而又做得到的人不多。如果某時某刻，你覺得身心俱疲，無力再走下去，試試停下來喝杯茶，歇一歇伸個懶腰吧。再不然，猜個謎語輕鬆一下！ |
| 15   | 麥在田 | 我一直以為世事無常，意外難免，人力是薄弱的。但是今天晚上我終於領悟到，在生死有命的課題前，救護員並不是孤軍作戰，因為由始至終，都有一對兄弟陪伴你左右，一路同行，它們就是希望和奇蹟。 |
| 16   | 麥在田 | 有人話，每個人身邊都有一個天使，他會以不同的身分、性別、年齡、樣貌出現在你的生命裡面，有需要的時候，他就會出現，伸出援手，幫助你渡過難關，重獲新生。有一種說法，指天使不止一個，可以是兩個、三個，可以是許願、守護、扶持、安慰，聆聽，很多很多。所以就算你遇到多惡劣的環境，再困苦的時刻，再崎嶇的路上，人，從來都不孤單。或者仍然有人會說，我看不見，肯定身邊一個天使都沒有。這個時候，或許你看一看自己，你就會知道，原來你已經成為了其他人的天使。 |
| 17   | 向滿月 | 我們曾經相信很多事，相信人可以比風更快，相信只要回到家裡，就會有家人在守候，相信放手就會擁抱更多，相信無論相隔多少年，親情的味道都不會變。而這一刻，我只要相信你所信的就足夠了。 |
| 18   | 麥在田 | 以為很棘手的事，一個人一句話就幫你解決，以為全力以赴，勝券在握，陌生人一個決定就讓你失望；以為前路黑暗，心慌忐忑，一個燈泡一點光就讓你安定下來。是得是失，是晴是雨，是路過，是停駐，從來都不是我們可以決定。我們能夠做的就是一天下來，在休息前，能夠向在乎在意在心中的人就句早點休息，說聲晚安。因為今天已成過去，它不會重來。 |
| 25   | 邢 峰  | 救護工作講求刻不容緩的救治，默默無聲的守護。時日會告訴你，風雨過後會見天晴，冬天之後，春暖就花開。傷心會過，怨恨會淡。愛，能夠修補一切。若無相欠，怎會相見？離合聚散，各有定時。生命有限，依然要笑容燦爛。曾經相伴忘形，築起情感，於柴米油鹽裡活出平凡是福。人海中你並非孤單一人，會有人默默守候，這個人，可以是我，可以是你。生命並不是一條線，而是一個圓。                                                                                         |

## 劇中術語
| 術語   | 解釋 |
| FR     | FIRST RESPONDERS 先遣急救員 由前線消防人員擔任，負責在救護車到場前，為傷病者即時提供基本維生服務，以提升傷病者的存活率。 |
| SRS    | 特種救援隊 負責應付比較困難拯救地環境，例如坍塌搜索及拯救、攀山拯救、高空拯救、密閉空間和急流拯救等                      |
| R房    | 急症室急救房 |
| AED機  | 自動體外心臟電擊去顫器                                                                                                   |
| CPR    | 心肺復甦法 |
| D.B.A. | Dead Before Arrival 受傷者在救護員到達前已死亡                                                                           |
| RRV    | Rapid Response Vehicle 快速應變急救車 由一名擁有二級急救醫療助理資格的救護主任執勤。車輛配備了進階的輔助醫療設備。       |
| SPO2   | 血含氧量 |
| Cycle  | 救護電單車 |
| PAO    | Probationary Ambulance Officer 見習救護主任                                                                              |
| FASA   | 消防及救護訓練學院 |
| MCI    | Mass-casualty Incident 大量傷者事故                                                                                      |
| RR     | 呼吸速度 |
| A.I.O  | 大型交通意外現場主管 |

## 收視
本劇於香港無綫電視翡翠台及myTV SUPER7日跨平台總收視之紀錄：
| 週次 | 集數   | 日期                    | 收視率 | 備註                                                                          |
| 1    | 1－5   | 2018年10月8日-10月12日  | 27點   | 星期一至五總收視26.9點 首集總收視27.1點                                       |
| 2    | 6－10  | 2018年10月15日-10月19日 | 30點   | 星期一至五總收視29.8點 第6集總收視29.2點 第7集總收視30.1點 第10集總收視30.8點 |
| 3    | 11－15 | 2018年10月22日-10月26日 | 29點   | 星期一至五總收視29.3點                                                        |
| 4    | 16－20 | 2018年10月29日-11月2日  | 29點   | 星期一至五總收視29.3點                                                        |
| 5    | 21－25 | 2018年11月5日-11月9日   | 31點   | 星期一至五總收視31.1點 第25集最高收視33.5點                                   |
| 全劇 | 全劇   | 全劇                    | 29點   | 平均總收視29.3點                                                              |

本劇於香港無綫電視翡翠台在廣州同步播放收視之紀錄：
| 週次 | 集數   | 日期                    | CSM省网 | CSM市网 | 合计 | 收视份额 | 电视剧周排名 |
| 1    | 1－5   | 2018年10月8日-10月12日  | 1.36    | 1.36    | 2.72 | 8.64%    | 4            |
| 2    | 6－10  | 2018年10月15日-10月19日 | 1.21    | 1.29    | 2.50 | 8.16%    | 4            |
| 3    | 11－15 | 2018年10月22日-10月26日 | 1.20    | 1.34    | 2.54 | 8.43%    | 4            |
| 4    | 16－20 | 2018年10月29日-11月2日  | 1.16    | 1.37    | 2.53 | 7.98%    | 5            |
| 5    | 21－25 | 2018年11月5日-11月9日   | 1.17    | 1.17    | 2.34 | 8.05%    | 4            |
| 全劇 |        |                         |         |         |      |          |              |

## 獎項及提名

### 萬千星輝頒獎典禮2018
| 獎項               | 單位                           | 結果     |
| ------------------ | ------------------------------ | -------- |
| 最佳劇集           | 跳躍生命線                     | 獲獎     |
| 最佳男主角         | 馬德鐘                         | 獲獎     |
| 最佳男主角         | 何廣沛                         | 提名     |
| 最佳女主角         | 劉佩玥                         | 提名     |
| 最受歡迎電視男角色 | 麥在田 （馬德鐘 飾）           | 最後五強 |
| 最受歡迎電視男角色 | 卓家傑 （何廣沛 飾）           | 提名     |
| 最受歡迎電視女角色 | 文暉 （張曦雯 飾）             | 提名     |
| 最佳男配角         | 羅天宇                         | 提名     |
| 最佳男配角         | 張彥博                         | 最後五強 |
| 最佳男配角         | 郭子豪                         | 提名     |
| 最佳女配角         | 陳瀅                           | 提名     |
| 最佳女配角         | 張曦雯                         | 最後五強 |
| 最佳女配角         | 張文慈                         | 提名     |
| 飛躍進步男藝員     | 何廣沛                         | 獲獎     |
| 飛躍進步女藝員     | 張曦雯                         | 提名     |
| 最受歡迎電視拍擋   | 何廣沛、羅天宇、張彥博、郭子豪 | 提名     |
| 最受歡迎電視歌曲   | 無畏的肩膊（鄭俊弘主唱）       | 提名     |
| 最受歡迎電視歌曲   | 從未說起（HANA菊梓喬主唱）     | 提名     |
| 最受歡迎電視歌曲   | 但願人長久（HANA菊梓喬主唱）   | 獲獎     |
| 專業演員大獎       | 歐瑞偉                         | 獲獎     |
| 專業演員大獎       | 鄭子誠                         | 獲獎     |

### 觀眾在民間電視大奬2018
| 獎項               | 單位                                             | 結果               |
| ------------------ | ------------------------------------------------ | ------------------ |
| 民選最佳劇集       | 跳躍生命線                                       | 最後五強（第三名） |
| 民選最佳劇本       | 跳躍生命線                                       | 最後五強（第三名） |
| 民選最佳男主角     | 馬德鐘 飾 麥在田                                 | 獲獎               |
| 民選最佳女主角     | 劉佩玥 飾 章可祈                                 | 提名               |
| 民選最佳男配角     | 張彥博 飾 呂劍雄                                 | 最後五強（第二名） |
| 民選最佳男配角     | 李成昌 飾 卓裘                                   | 提名               |
| 民選最佳女配角     | 陳瀅 飾 向滿月                                   | 最後五強（第四名） |
| 民選最佳女配角     | 張文慈 飾 麥愛花                                 | 最後五強（第五名） |
| 民選飛躍進步男藝員 | 張彥博                                           | 最後五強（第二名） |
| 民選飛躍進步男藝員 | 郭子豪                                           | 最後五強（第五名） |
| 民選飛躍進步女藝員 | 劉佩玥                                           | 最後五強（第三名） |
| 民選飛躍進步女藝員 | 陳瀅                                             | 最後五強（第四名） |
| 民選飛躍進步女藝員 | 張曦雯                                           | 最後五強（第五名） |
| 民選最佳戲劇拍檔   | 何廣沛、張彥博、郭子豪 飾 卓家傑、呂劍雄、陸昊然 | 提名               |
| 民選最佳電視歌曲   | 但願人長久 - 菊梓喬                              | 最後五強（第二名） |

## 記事
- 2017年8月5日：此劇馬德鐘、劉佩玥、張文慈、陳偲穎於觀塘拍攝外景探班。[9]
- 2017年8月9日：此劇於14:30於將軍澳電視廣播城一廠Common Room舉行開鏡拜神儀式。[10]
- 2017年8月11日：此劇演員馬德鐘、劉佩玥、張文慈、陳偲穎於和合石墳場拍攝外景探班。[11]
- 2017年8月14日：此劇演員馬德鐘、崔建邦、韋家雄於土瓜灣公眾碼頭拍攝外景探班。 [12]
- 2017年8月30日：此劇演員馬德鐘、李霖恩、崔建邦、韋家雄於大浪灣拍攝外景探班。[13]
- 2017年9月8日：此劇演員馬德鐘、劉佩玥、張文慈、陳偲穎於九龍灣拍攝外景探班。 [14]
- 2017年9月13日：此劇於12:45在將軍澳工業村駿昌街22號迴旋處位置進行外景拍攝，出席演員：馬德鐘、何廣沛、張彥博、韋家雄、羅天宇及歐瑞偉等。[15]
- 2017年10月7日：此劇演員馬德鐘、張曦雯於西貢拍攝外景探班。[16]
- 2018年9月25日：TVB POWER 「戲劇最強 好戲連場」記者會。
- 2018年10月7日：此劇於14:00在油塘高超道38號大本型地下舉行「無名英雄 救急扶危」宣傳活動（馬德鐘缺席）。
- 2018年10月8日：此劇演員於觀塘觀看劇集首播（馬德鐘缺席）。
- 2018年10月13日：此劇於13:00在荷里活廣場一樓明星廣場舉行「爭分奪秒：潛能盡顯」宣傳活動（馬德鐘缺席）。
- 2018年10月23日：此劇於15:30在將軍澳寶林北路38號景林邨香海正覺蓮社佛教黃藻森學校舉行「躍動青春 合作無間」宣傳活動。
- 2018年10月30日：此劇於18:45在將軍澳工業邨駿才街77號將軍澳電視廣播城二樓中菜廳舉行祝捷晚宴。
- 2018年11月4日：此劇於14:00在馬鞍山西沙路608號馬鞍山廣場舉行「終生使命」宣傳活動。

## 軼事
- 此劇是馬德鐘繼《以和為貴》後（時隔3年）再度重返無綫電視拍攝的電視劇。
- 此劇是劉佩玥首次擔任第一女主角的電視劇。
- 此劇飾演姊弟的張文慈與馬德鐘二人，於現實中馬德鐘年齡比張文慈大超過3歲又3個月。
- 此劇飾演兄弟的何廣沛與羅天宇二人，於現實中羅天宇年齡比何廣沛大10個月。
- 此劇是何廣沛、劉佩玥、陳瀅、李佳芯和鄭子誠繼《四個女仔三個BAR》後再度合作。
- 此劇是劉佩玥、陳偲穎、羅蘭和張彥博繼《一屋老友記》後再度合作。同樣，此兩劇的監製都是方駿釗。
- 此劇是馬德鐘和曾偉權繼《東山飄雨西關晴》、《飛虎》後第三度合作，而曾偉權在《飛虎》中飾演馬德鐘的副手，關係友好。
- 因為此劇的拍攝而成為好兄弟，何廣沛、罗天宇、郭子豪及張彥博自組「跳跃F4」。
- 此劇是馬德鐘和李佳芯繼《飛虎II》後再度合作。不幸的是，李佳芯在《飛虎II》和此劇均巧合地「死於非命」。
- 此劇是馬德鐘、羅蘭、韋家雄、羅樂林和蘇恩磁繼《再生緣》後再度合作。
- 此劇是張曦雯、何廣沛及李佳芯繼《律政強人》後再度合作。

## 爭議

### 愛滋病情節誤導觀眾
劇中章可祈（劉佩玥飾）第23集不慎被吸毒者的針筒刺傷引發感染愛滋病疑雲，為免感染他人，她更在同桌吃飯時使用公筷，後來章查出該針筒使用者並非愛滋病人，間接證明章可祈無感染愛滋，病人組織愛滋健康關注社批評章可祈於劇中是救護員，但對醫護知識竟然那麼貧乏，組織指日常生活如共用餐具不會傳播愛滋，而遭針筒刺傷立即聯想到愛滋病是標籤效應，忽略了其他疾病感染的可能性如乙型肝炎等。此外章可祈在後巷發現針筒使用者，第一時間踢開針筒而不是依妥善處理針筒的方式處理亦遭批評。章可祈的上司稱空窗期為一個月亦是錯誤，實際上為90天，而香港愛滋病機構引入的抗原快速測試空窗期已縮短至15天。
劇集編審在《香港01》網站主動留言致歉，承認未有考慮情節可能會讓觀眾誤會，並稱「在戲劇效果與事實間，我們選取了效果」，並表明家中有小朋友及另一位救護員，所以需要小心，再加上在針筒除了愛滋病外不知會否有其他病毒，至於踢開針筒是當時已經入夜難以尋回針蓋，但亦明白電視的影響力，承諾日後會更謹慎。無綫電視外事部則回應「劇中之情節，純粹為配合劇情需要及增加戲劇效果」。

## 外部連結
- 豆瓣电影上《跳躍生命線》的資料 （简体中文）
- 《跳躍生命線》新劇解構 - TVBUSA （页面存档备份，存于）
- 《跳躍生命線》 - encoreTVB （页面存档备份，存于）

## 電視節目的變遷
| 香港 無綫電視翡翠台／ 澳門 TVB Anywhere翡翠台 星期一至五 20:30-21:30 | 香港 無綫電視翡翠台／ 澳門 TVB Anywhere翡翠台 星期一至五 20:30-21:30 | 香港 無綫電視翡翠台／ 澳門 TVB Anywhere翡翠台 星期一至五 20:30-21:30 |
| -------------------------------------------------------------------- | -------------------------------------------------------------------- | -------------------------------------------------------------------- |
|                                                                      | 跳躍生命線 （2018.10.08 - 2018.11.09）                               |                                                                      |
| 延禧攻略 （設有週六、日播映安排） （2018.08.06 - 2018.10.06）        | 兄弟 （2018.11.12 - 2018.12.22）                                     |                                                                      |

| 香港無綫電視翡翠台 · 星期一至五：23:55 - 00:55 · 星期六（星期日深夜）： 00:00 - 01:00 · 星期日： 23:35 - 00:30 · 1月20日 23:55 - 00:50 · 1月26日 23:35 - 01:30（兩集連播） · 1月27日 23:55 - 01:55（兩集連播） | 香港無綫電視翡翠台 · 星期一至五：23:55 - 00:55 · 星期六（星期日深夜）： 00:00 - 01:00 · 星期日： 23:35 - 00:30 · 1月20日 23:55 - 00:50 · 1月26日 23:35 - 01:30（兩集連播） · 1月27日 23:55 - 01:55（兩集連播） | 香港無綫電視翡翠台 · 星期一至五：23:55 - 00:55 · 星期六（星期日深夜）： 00:00 - 01:00 · 星期日： 23:35 - 00:30 · 1月20日 23:55 - 00:50 · 1月26日 23:35 - 01:30（兩集連播） · 1月27日 23:55 - 01:55（兩集連播） |
| --- | --- | --- |
| | 跳躍生命線 （2025.01.05 - 2025.01.27） | |
| 三至六： 情人眼裏高一D （兩集連播） （2025.01.01 - 2025.01.04） （三至五：00:00 - 01:00 六（日深夜）：00:00 - 01:00）                                                                                          | 喜迎金蛇慶豐年 （2025.01.28） （23:45 - 00:15）六福喜事 （2025.01.29） （00:15 - 02:20）野蠻奶奶大戰戈師奶 （2025.01.29 - 2025.02.07）                                                                         | |

| 無綫翡翠台香港時區 星期一至五 20:30 - 21:30 | 無綫翡翠台香港時區 星期一至五 20:30 - 21:30 | 無綫翡翠台香港時區 星期一至五 20:30 - 21:30 |
| ------------------------------------------- | ------------------------------------------- | ------------------------------------------- |
|                                             | 跳躍生命線 （2018-10-08 - 2018-11-09）      |                                             |
| 廉政行動2016 （2018-10-01 - 2018-10-05）    | 兄弟 （2018-11-12 - 2018-12-22）            |                                             |

| 新加坡、 马来西亚 翡翠台 星期一至五 20:30 - 21:30 | 新加坡、 马来西亚 翡翠台 星期一至五 20:30 - 21:30 | 新加坡、 马来西亚 翡翠台 星期一至五 20:30 - 21:30 |
| ------------------------------------------------- | ------------------------------------------------- | ------------------------------------------------- |
|                                                   | 跳躍生命線 （2018-10-08 - 2018-11-09）            |                                                   |
| 延禧攻略（外購劇） （2018-08-06 - 2018-10-06）    | 兄弟 （2018-11-12 - 2018-12-22）                  |                                                   |

| 马来西亚 Astro AOD、Astro AOD HD 星期一至五 20:30 - 21:30 | 马来西亚 Astro AOD、Astro AOD HD 星期一至五 20:30 - 21:30 | 马来西亚 Astro AOD、Astro AOD HD 星期一至五 20:30 - 21:30 |
| --------------------------------------------------------- | --------------------------------------------------------- | --------------------------------------------------------- |
|                                                           | 跳躍生命線 （2018-10-08 - 2018-11-09）                    |                                                           |
| 延禧攻略（外購劇） （2018-08-06 - 2018-10-06）            | 兄弟 （2018-11-12 - 2018-12-22）                          |                                                           |

| 新加坡 HUB戲劇首選 星期一至五 20:30 - 21:30    | 新加坡 HUB戲劇首選 星期一至五 20:30 - 21:30 | 新加坡 HUB戲劇首選 星期一至五 20:30 - 21:30 |
| ---------------------------------------------- | ------------------------------------------- | ------------------------------------------- |
|                                                | 跳躍生命線 （2018-10-08 - 2018-11-09）      |                                             |
| 延禧攻略（外購劇） （2018-08-06 - 2018-10-06） | 兄弟 （2018-11-12 - 2018-12-22）            |                                             |

| 無綫翡翠台 星期二至六 20:30 - 21:30            | 無綫翡翠台 星期二至六 20:30 - 21:30    | 無綫翡翠台 星期二至六 20:30 - 21:30 |
| ---------------------------------------------- | -------------------------------------- | ----------------------------------- |
|                                                | 跳躍生命線 （2018-10-09 - 2018-11-10） |                                     |
| 延禧攻略（外購劇） （2018-08-07 - 2018-10-07） | 兄弟 （2018-11-13 - 2018-12-23）       |                                     |

| 新加坡 HUB娛家戲劇台 每晚 19:00 - 20:00 | 新加坡 HUB娛家戲劇台 每晚 19:00 - 20:00      | 新加坡 HUB娛家戲劇台 每晚 19:00 - 20:00 |
| --------------------------------------- | -------------------------------------------- | --------------------------------------- |
|                                         | 跳躍生命線 （2018-11-24 - 2018-12-18）       |                                         |
| 再創世紀 （2018-10-19 - 2018-11-23）    | 是咁的，法官閣下 （2018-12-19 - 2019-01-12） |                                         |

| 马来西亚 Astro華麗台、Astro華麗台HD 星期一至五 20:30－21:30 時段 | 马来西亚 Astro華麗台、Astro華麗台HD 星期一至五 20:30－21:30 時段 | 马来西亚 Astro華麗台、Astro華麗台HD 星期一至五 20:30－21:30 時段 |
| ---------------------------------------------------------------- | ---------------------------------------------------------------- | ---------------------------------------------------------------- |
|                                                                  | 跳躍生命線 （2019-11-04－2019-12-09）                            |                                                                  |
| 再創世紀 （2019-09-13－2019-11-01）                              | 大帥哥 （2019-12-10－2020-01-20）                                |                                                                  |

| 泰國 泰國第3電視台 (33) 星期一至五 15:43－16:20 · 星期六至日 14:48-15:33及15:43－16:20 | 泰國 泰國第3電視台 (33) 星期一至五 15:43－16:20 · 星期六至日 14:48-15:33及15:43－16:20 | 泰國 泰國第3電視台 (33) 星期一至五 15:43－16:20 · 星期六至日 14:48-15:33及15:43－16:20 |
| -------------------------------------------------------------------------------------- | -------------------------------------------------------------------------------------- | -------------------------------------------------------------------------------------- |
|                                                                                        | 跳躍生命線 Life On The Line สายด่วนกู้ชีพ （2020-11-17－2020-12-18）                       |                                                                                        |
| 飛虎之潛行極戰 Flying tiger 1 หน่วยล่าพยัคฆ์บิน ภาค 1 （2020-10-28－2020-11-17）            | 白色強人 Big White Duel ทีมแพทย์หัวใจทระนง （2020-12-18－2021-01-01）                     |                                                                                        |

| 新加坡 新传媒U频道 亚洲最HIT戏剧 星期一至五 22:00 - 23:00 · （电视播出华语版，电视台网站 www.mewatch.sg 提供华粤双语版本） | 新加坡 新传媒U频道 亚洲最HIT戏剧 星期一至五 22:00 - 23:00 · （电视播出华语版，电视台网站 www.mewatch.sg 提供华粤双语版本） | 新加坡 新传媒U频道 亚洲最HIT戏剧 星期一至五 22:00 - 23:00 · （电视播出华语版，电视台网站 www.mewatch.sg 提供华粤双语版本） |
| --- | --- | --- |
| | 跳躍生命線 （2021-09-02－2021-10-06） PG                                                                                   | |
| 以家人之名 （2021-07-08－2021-09-01）                                                                                      | 我的愛麗絲 （2021-10-07－2021-11-05）                                                                                      | |
| 新加坡 新传媒8频道 星期一至三 15:30 - 16:30 (重播)                                                                         | | |
| 那些我愛過的人 (重播) （2022-06-06－2022-08-01）                                                                           | 跳躍生命線 （2022-08-02－2022-09-28）                                                                                      | 伙記辦大事 (重播) （2022-10-03－2022-11-24）                                                                               |
| 新加坡 新传媒8频道 星期天 12:00 - 14:00 (重播)                                                                             | | |
| 活下去 (重播) （2023-08-－2023-10-29）                                                                                     | 跳躍生命線 （2023-11-05－2024-01-28）                                                                                      | 回歸 （2024-01-28－2024-03-24） （第一集 13:00）                                                                           |

| 中国大陆 大灣區衛視 老友劇場 星期一至五 21:55－23:50       | 中国大陆 大灣區衛視 老友劇場 星期一至五 21:55－23:50 | 中国大陆 大灣區衛視 老友劇場 星期一至五 21:55－23:50 |
| ---------------------------------------------------------- | ---------------------------------------------------- | ---------------------------------------------------- |
|                                                            | 跳躍生命線 （2023-09-11－2023-09-27）                |                                                      |
| 七十二家房客（第十七季） (重播) （星期一至日21:00－23:30） | 把關者們 （2023-09-27－2023-10-09）                  |                                                      |

| 马来西亚 八度空间 周末TVB 星期六及日 19:00-20:00 | 马来西亚 八度空间 周末TVB 星期六及日 19:00-20:00 | 马来西亚 八度空间 周末TVB 星期六及日 19:00-20:00 |
| ------------------------------------------------ | ------------------------------------------------ | ------------------------------------------------ |
|                                                  | 跳跃生命线 （2024-04-14 - 2024-07-07）           |                                                  |
| 波士早晨 （2024-02-24 - 2024-04-13）             | 牛下女高音 （2024-07-13 - 2024-10-20）           |                                                  |